# Landtagswahlkreis Schwerin I
Der Landtagswahlkreis Schwerin I ist ein Landtagswahlkreis in Mecklenburg-Vorpommern. Er umfasst von der Stadt Schwerin die Stadtteile Altstadt, Feldstadt, Paulsstadt, Schelfstadt, Werdervorstadt, Lewenberg, Medewege, Wickendorf, Schelfwerder, Weststadt, Lankow, Neumühle, Friedrichsthal, Warnitz und Sacktannen.

## Wahl 2021
Bei der Landtagswahl in Mecklenburg-Vorpommern 2021 gab es in diesem Wahlkreis folgendes Ergebnis:
| Partei               | Direktkandidat     | Erststimmen      | Zweitstimmen     |
| -------------------- | ------------------ | ---------------- | ---------------- |
| SPD                  | Manuela Schwesig   | 46,4 %           | 35,2 %           |
| AfD                  | Martin Schmidt     | 11,2 %           | 11,9 %           |
| CDU                  | Sebastian Ehlers   | 11,8 %           | 12,1 %           |
| Die LINKE            | Daniel Trepsdorf   | 9,8 %            | 12,8 %           |
| GRÜNE                | Constanze Oehlrich | 8,2 %            | 11,8 %           |
| FDP                  | Christoph Richter  | 6,1 %            | 7,3 %            |
| NPD                  | –                  | –                | 0,4 %            |
| Tierschutzpartei     | –                  | –                | 1,5 %            |
| Freier Horizont      | –                  | –                | 0,2 %            |
| Die PARTEI           | Martin Molter      | 1,6 %            | 1,2 %            |
| FREIE WÄHLER MV      | Sabine Bank        | 2,1 %            | 1,5 %            |
| PIRATEN              | Karsten Jagau      | 1,1 %            | 0,9 %            |
| LKR                  | –                  | –                | 0,0 %            |
| DKP                  | –                  | –                | 0,1 %            |
| Bündnis C            | –                  | –                | 0,0 %            |
| TIERSCHUTZ hier!     | –                  | –                | 0,4 %            |
| dieBasis             | Wolfgang Severin   | 1,6 %            | 1,5 %            |
| DiB                  | –                  | –                | 0,1 %            |
| FPA                  | –                  | –                | 0,1 %            |
| ÖDP                  | –                  | –                | 0,1 %            |
| Die Humanisten       | –                  | –                | 0,2 %            |
| Gesundheitsforschung | –                  | –                | 0,2 %            |
| Team Todenhöfer      | –                  | –                | 0,2 %            |
| UNABHÄNGIGE          | –                  | –                | 0,3 %            |
| Wahlberechtigte      | 48.059 Einwohner   | 48.059 Einwohner | 48.059 Einwohner |
| Wahlbeteiligung      | 75,2               | 75,2             | 75,2             |

## Wahl 2016
Bei der Landtagswahl in Mecklenburg-Vorpommern 2016 gab es in diesem Wahlkreis folgendes Ergebnis:
| Partei           | Direktkandidat          | Erststimmen | Zweitstimmen |
| ---------------- | ----------------------- | ----------- | ------------ |
| SPD              | Erwin Sellering         | 47,4 %      | 34,6 %       |
| CDU              | Sebastian Ehlers        | 15,5 %      | 18,8 %       |
| DIE LINKE        | Henning Foerster        | 10,0 %      | 13,7 %       |
| GRÜNE            | Silke Gajek             | 5,3 %       | 7,8 %        |
| NPD              | –                       | –           | 1,7 %        |
| FDP              | Cécile Bonnet-Weidhofer | 3,3 %       | 3,3 %        |
| PIRATEN          | Karsten Jagau           | 1,1 %       | 0,9 %        |
| FAMILIE          | –                       | –           | 0,6 %        |
| FREIE WÄHLER     | Rolf Steinmüller        | 1,8 %       | 0,9 %        |
| Die PARTEI       | Martin Molter           | 1,4 %       | 1,0 %        |
| Die Achtsamen    | –                       | –           | 0,2 %        |
| ALFA             | –                       | –           | 0,3 %        |
| AfD              | Dirk Lerche             | 14,0 %      | 14,7 %       |
| Bündnis C        | –                       | –           | 0,0 %        |
| DKP              | –                       | –           | 0,2 %        |
| Freier Horizont  | –                       | –           | 0,2 %        |
| Tierschutzpartei | –                       | –           | 1,1 %        |
| Einzelkandidat   | Guido Bonn              | 0,2 %       | –            |
| Wahlberechtigte  | 47.928                  | 47.928      | 47.928       |
| Wahlbeteiligung  | 68,4 %                  | 68,4 %      | 68,4 %       |

Erwin Sellering legte sein Landtagsmandat am 18. Oktober 2019 nieder. Von der Landesliste rückte Thomas Würdisch (SPD) nach. 

## Wahl 2011
Bei der Landtagswahl in Mecklenburg-Vorpommern 2011 gab es folgende Ergebnisse:
| Partei          | Direktkandidat   | Erststimmen     | Zweitstimmen    |
| --------------- | ---------------- | --------------- | --------------- |
| SPD             | Manuela Schwesig | 46,2 %          | 38,4 %          |
| CDU             | Sebastian Ehlers | 20,3 %          | 19,3 %          |
| DIE LINKE       | Henning Foerster | 15,6 %          | 17,6 %          |
| GRÜNE           | Silke Gajek      | 9,4 %           | 12,6 %          |
| NPD             | Udo Pastörs      | 3,6 %           | 3,8 %           |
| FDP             | Gerd Güll        | 2,0 %           | 2,4 %           |
| FREIE WÄHLER    | Gerhard Jekal    | 2,9 %           | 2,1 %           |
| PIRATEN         |                  |                 | 2,1 %           |
| FAMILIE         |                  |                 | 1,1 %           |
| AB              |                  |                 | 0,3 %           |
| Die PARTEI      |                  |                 | 0,2 %           |
| AUF             |                  |                 | 0,1 %           |
| APD             |                  |                 | 0,1 %           |
| PBC             |                  |                 | 0,1 %           |
| ödp             |                  |                 | 0,1 %           |
| REP             |                  |                 | 0,0 %           |
| Wahlberechtigte | 47755 Einwohner  | 47755 Einwohner | 47755 Einwohner |
| Wahlbeteiligung | 58,8 %           | 58,8 %          | 58,8 %          |

## Wahl 2006
Bei der Landtagswahl in Mecklenburg-Vorpommern 2006 gab es folgende Ergebnisse:
| Partei          | Direktkandidat   | Erststimmen     | Zweitstimmen    |
| --------------- | ---------------- | --------------- | --------------- |
| SPD             | Gottfried Timm   | 34,5 %          | 33,5 %          |
| CDU             | Gert Rudolf      | 27,4 %          | 26,8 %          |
| PDS             | Angelika Gramkow | 18,8 %          | 16,7 %          |
| FDP             | Michael Schmitz  | 6,8 %           | 8,9 %           |
| GRÜNE           | Jürgen Friedrich | 4,3 %           | 5,3 %           |
| NPD             | Thomas Wulff     | 4,2 %           | 4,7 %           |
| FAMILIE         |                  |                 | 1,0 %           |
| GRAUE           | Gerhard Jekal    | 1,3 %           | 0,9 %           |
| Bündnis für M-V |                  |                 | 0,8 %           |
| WASG            |                  |                 | 0,5 %           |
| Deutschland     |                  |                 | 0,3 %           |
| AGFG            |                  |                 | 0,2 %           |
| PBC             |                  |                 | 0,2 %           |
| AB              |                  |                 | 0,2 %           |
| Offensive D     |                  |                 | 0,0 %           |
| APD             |                  |                 | 0,0 %           |
| Einzelbewerber  | Jan Szymik       | 2,8 %           |                 |
| Wahlberechtigte | 46536 Einwohner  | 46536 Einwohner | 46536 Einwohner |
| Wahlbeteiligung | 66,7 %           | 66,7 %          | 66,7 %          |

## Wahl 2002
Bei der Landtagswahl in Mecklenburg-Vorpommern 2002 gab es folgende Ergebnisse:
| Partei          | Direktkandidat        | Erststimmen     | Zweitstimmen    |
| --------------- | --------------------- | --------------- | --------------- |
| SPD             | Gottfried Timm        | 40,0 %          | 42,8 %          |
| CDU             | Gert Rudolf           | 26,0 %          | 26,7 %          |
| PDS             | Angelika Gramkow      | 20,0 %          | 17,4 %          |
| GRÜNE           | Silke Gajek           | 4,7 %           | 4,7 %           |
| FDP             | Jan Szymik            | 4,3 %           | 4,6 %           |
| Schill          | Hansheinrich Liesberg | 1,9 %           | 1,8 %           |
| SPASSPARTEI     |                       |                 | 0,6 %           |
| SLP             | Lars Schubert         | 0,5 %           | 0,4 %           |
| GRAUE           |                       |                 | 0,3 %           |
| NPD             |                       |                 | 0,3 %           |
| Bürgerpartei MV |                       |                 | 0,2 %           |
| PBC             |                       |                 | 0,1 %           |
| REP             |                       |                 | 0,1 %           |
| V.P.M.V.        |                       |                 | 0,1 %           |
| Einzelbewerber  | Dieter Herrig         | 2,7 %           |                 |
| Wahlberechtigte | 45258 Einwohner       | 45258 Einwohner | 45258 Einwohner |
| Wahlbeteiligung | 75,7 %                | 75,7 %          | 75,7 %          |

## Wahl 1998
Bei der Landtagswahl in Mecklenburg-Vorpommern 1998 gab es folgende Ergebnisse:
| Partei          | Direktkandidat   | Erststimmen     | Zweitstimmen    |
| --------------- | ---------------- | --------------- | --------------- |
| SPD             | Gottfried Timm   | 34,8 %          | 34,9 %          |
| PDS             | Angelika Gramkow | 29,0 %          | 28,9 %          |
| CDU             |                  | 26,8 %          | 24,9 %          |
| GRÜNE           |                  | 5,4 %           | 4,7 %           |
| DVU             |                  |                 | 1,9 %           |
| FDP             |                  | 1,3 %           | 1,5 %           |
| AB 2000         |                  | 1,5 %           | 1,1 %           |
| Pro DM          |                  |                 | 0,8 %           |
| NPD             |                  |                 | 0,4 %           |
| REP             |                  | 1,1 %           | 0,3 %           |
| GRAUE           |                  |                 | 0,3 %           |
| PBC             |                  |                 | 0,1 %           |
| BfB             |                  |                 | 0,1 %           |
| Wahlberechtigte | 43654 Einwohner  | 43654 Einwohner | 43654 Einwohner |
| Wahlbeteiligung | 80,0 %           | 80,0 %          | 80,0 %          |

## Wahl 1994
Bei der Landtagswahl in Mecklenburg-Vorpommern 1994 gab es folgende Ergebnisse:
| Partei          | Direktkandidat  | Erststimmen     | Zweitstimmen    |
| --------------- | --------------- | --------------- | --------------- |
| SPD             | Rainer Beckmann | 34,6 %          | 32,8 %          |
| CDU             |                 | 27,7 %          | 27,7 %          |
| PDS             |                 | 29,1 %          | 27,1 %          |
| GRÜNE           |                 |                 | 5,7 %           |
| FDP             |                 | 4,7 %           | 4,3 %           |
| GRAUE           |                 |                 | 0,5 %           |
| REP             |                 |                 | 0,4 %           |
| NPD             |                 | 0,6 %           | 0,4 %           |
| NATURGESETZ     |                 | 1,2 %           | 0,3 %           |
| PASS            |                 |                 | 0,3 %           |
| NdB             |                 |                 | 0,2 %           |
| BUMV            |                 |                 | 0,1 %           |
| PBC             |                 |                 | 0,1 %           |
| Einzelbewerber  | Helmut Ebel     | 2,1 %           |                 |
| Wahlberechtigte | 47343 Einwohner | 47343 Einwohner | 47343 Einwohner |
| Wahlbeteiligung | 74,1 %          | 74,1 %          | 74,1 %          |